# 詹姆斯·韦伯太空望远镜
詹姆斯·韦伯空间望远镜（英語：James Webb Space Telescope，简称，中国大陆官方译名为詹姆斯·韦布空间望远镜）是已發射的紅外線太空望遠鏡，原计划耗费5亿美元并于2007年发射升空。但由于各种原因，导致项目严重超支，发射時間数次推迟，最新预估总耗费高达100亿美元，发射时间为美国东部时间2021年12月25日7时20分。2019年8月28日NASA表示该望远镜首次组装完毕。它是欧洲空间局，加拿大太空局和美国国家航空航天局的共用计划。这是哈勃空间望远镜和史匹哲太空望遠鏡的后继计划。它旨在提供比哈勃空间望远镜更高的紅外分辨率和靈敏度，可探测仅为哈勃望遠鏡探測到的最微弱物體的亮度百分之一的物体。 這將使天文學和宇宙學領域的廣泛研究成為可能，例如對宇宙中一些最古老和最遙遠的物體和事件（包括第一顆恆星和形成的第一個星系）進行高達 z≈20的紅移觀測，以及潛在适居住太陽系外行星的詳細大氣特徵。
它拥有一个总直径6.5公尺（21 英尺），被分割成18面鏡片的主鏡，放置于太陽─地球的第二拉格朗日點。这意味着其将在地球-太阳连线上地球背后的150万公里处绕L2以晕轮轨道运行，而非像哈勃空间望远镜那样绕近地轨道公转。一个由涂有硅和铝的聚酰亚胺薄膜(杜邦Kapton)制成的五層大型遮阳板将保持它的镜片和四个科学仪器溫度低于50 K（−220 °C；−370 °F）。

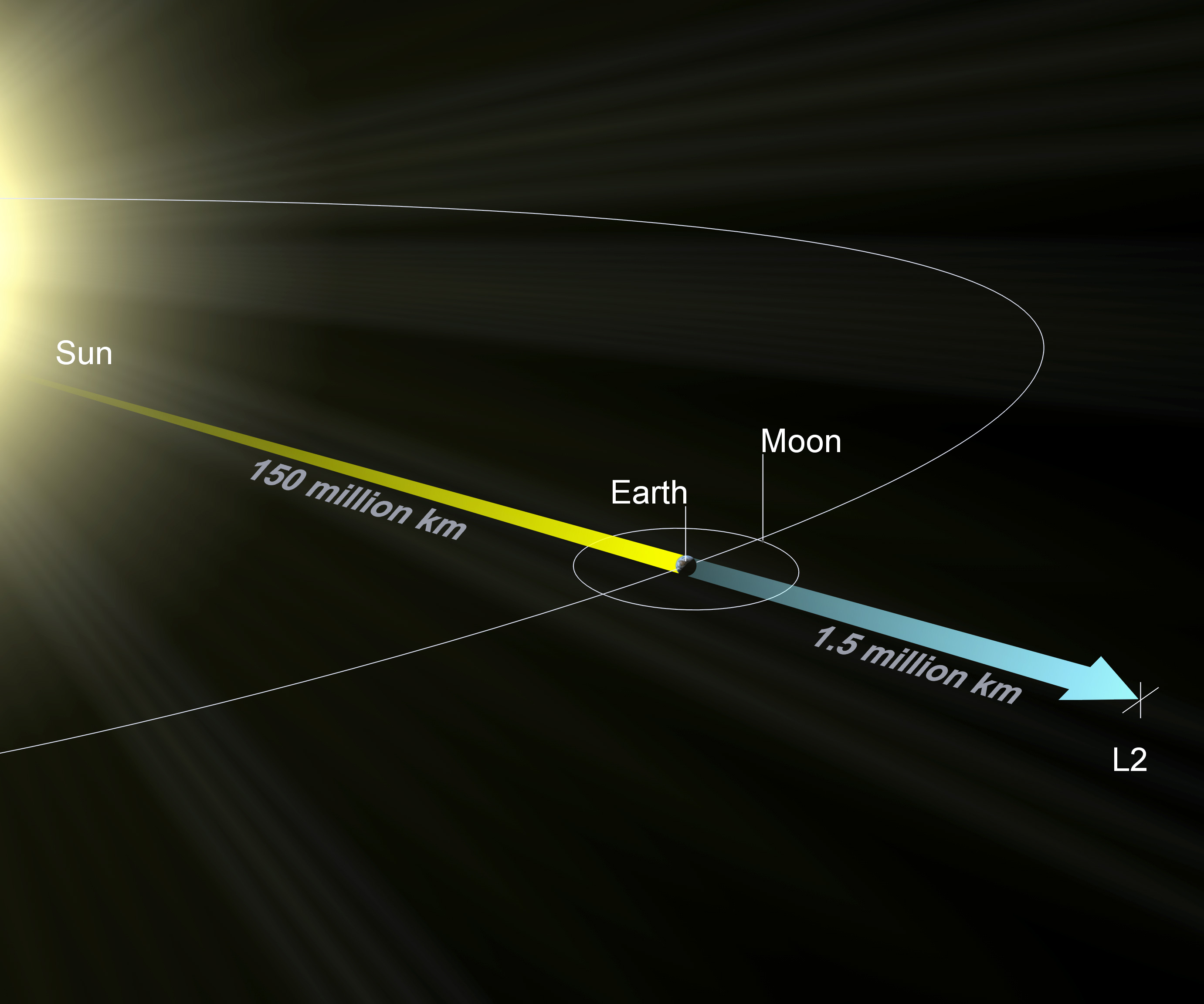
太陽─地球的第二拉格朗日點.

此项目曾经称为“下一代空间望远镜”（Next Generation Space Telescope），2002年以美国國家航空暨太空總署第二任局长詹姆斯·韦伯的名字命名。1961年至1968年詹姆斯·韦伯担任局长期间曾领导阿波罗计划等一系列美国重要的太空探测项目。
位于马里兰州的美国宇航局戈达德太空飞行中心(GSFC) 负责开发，望远镜的地面控制和协调机构是位于约翰霍普金斯大学的太空望遠鏡科學研究所（STScI）。主要承包商是诺斯洛普·格鲁门公司（Northrop Grumman）。
美东時間2021年12月25日上午7:21分，在法屬圭亞那的歐洲太空總署庫魯基地，負責運送的亞利安5號火箭順利升空。送入太空後，韋伯太空望遠鏡將要航行約一個月，進入預定軌道，距離地球估計至少150萬公里，在拉格朗日L2点運行，而非地球軌道。

## 項目歷史

### 起源到合約簽訂
哈勃空间望远镜後續的討論始於1980年代，但認真的計劃始於1990年代初期。測量高紅移(Hi-Z)望遠鏡的概念是在1989年至1994年間開發的： 一個完全擋板的4米（13英尺）直徑紅外望遠鏡，它將後退到3個天文單位 (AU) 的軌道。  這個遙遠的軌道將受益於黃道塵埃減少的光噪聲。 其他早期計劃要求NEXUS前體望遠鏡任務。

### 規劃與開發
NASA的戈达德太空飞行中心领导着望远镜项目的管理。负责詹姆斯·韦伯空间望远镜的项目科学家是约翰·马瑟。诺斯洛普·格鲁曼是望远镜开发和集成的主要承包商。其负责开发和建造航天器的元件，其中包括卫星总线和遮阳板。Ball Aerospace & Technologies承包了开发和制造光学望远镜组件。诺斯洛普·格鲁曼的 Astro 航空航天业务部门已签约建造可展开塔组件 (DTA)，将 OTE 连接到航天器总线和中臂组件 (MBA)，帮助在轨道上部署大型遮阳板。戈达德太空飞行中心还负责提供综合科学仪器模块。
2005年春季的预算增长使NASA在2005年8月的重新规划。重新规划后集成和测试计划有重大变化，发射时间也从2011年推迟到了2013年，并且取消了对波长短于 1.7 μm 的天文台模式的系统级测试。望远镜的其他主要功能没有改变。 重新规划后，该项目于2006年4月进行了独立审查。
在 2005 年的重新规划中，该项目的总成本估计为 45 亿美元。 其中包括用于设计、开发、发射和调试的约 35 亿美元，以及用于十年运营的约 10 亿美元。欧洲空间局包括发射在内贡献了大约 3 亿欧元。加拿大航天局于 2007 年承诺提供 3,900 万加元，并于 2012 年提供了用于调节望远镜朝向和探测遥远行星大气状况的设备。

### 建造
2007年1月，詹姆斯·韋伯太空望遠鏡10項技術開發項目中的其中9項順利通過審查。這些技術被認為足夠成熟，重大風險可以被消除。剩餘的一項技術開發項目（MIRI 低溫冷卻器）於2007年4月達到技術成熟。該技術審查代表詳細設計階段（C 階段）開始。2007年5月，建造成本仍然在目標範圍內。2008年3月，詹姆斯·韋伯太空望遠鏡成功完成初步設計審查。2008年4月，詹姆斯·韋伯太空望遠鏡通過審查。其他通過的審核包括2009年3月的綜合科學儀器模塊審核、2009年10月完成的光學望遠鏡元件審核以及2010年1月完成的太陽遮罩審核。
2010年4月，該望遠鏡通過了關鍵任務設計審查，意味著詹姆斯·韋伯太空望遠鏡可以滿足所有任務設計的科學和工程要求。在關鍵任務設計審查之後的幾個月裡，該計畫時間表接受獨立綜合審查小組審查，導致計劃重新制定，目標在2015年發射，且不晚於2018年。到2010年，詹姆斯·韋伯太空望遠鏡成本影響到其他計划，儘管太空望遠鏡仍然按計划進行。
2011年，詹姆斯·韋伯太空望遠鏡已進入最終設計和製造階段（C 階段）。對於一旦啟動就無法更改的複雜設計，通常會對設計、施工和運作的每個部分進行詳細審查。該計畫開創新的技術，並通過了設計審查。在1990年代，建造這麼大且高質量的望遠鏡是否可行仍是未知數。
2015年11月開始利用機械手臂組裝主鏡，並於2016年2月完成。詹姆斯·韋伯太空望遠鏡於2016年11月完成建造，此後開始廣泛的測試程序。2018年3月，由於望遠鏡的太陽遮罩在測試部署期間撕裂，美國太空總署將太空望遠鏡的發射再推遲一年直到2020年5月。2018年6月，根據2018年3月測試部署失敗後召集的獨立審查委員會評估，美國太空總署將發射時間再推遲10個月直到2021年3月。審查還發現詹姆斯·韋伯太空望遠鏡有344個潛在的單點故障。2019年8月，望遠鏡機械結構完成，比原定於2007年完成足足晚了12年。此後，工程師們加裝五層遮陽板，以防止紅外線對望遠鏡造成損壞。
施工完成後，詹姆斯·韋伯太空望遠鏡在加利福尼亞州雷東多海灘的诺斯洛普·格鲁曼工廠進行了最終測試。

### 升空與部署
一艘搭載望遠鏡的船支於2021年9月26日離開加利福尼亞州，經過巴拿馬運河，於2021年10月12日抵達法屬圭亞那。美西時間2021年12月25日上午7:21，在法屬圭亞那的歐洲太空總署庫魯基地，負責運送的亞利安5號火箭順利升空。2022年1月4日，詹姆斯·韋伯太空望遠鏡长達70呎的遮陽板完全展開。美国东部时间2022年1月8日下午1：17，望远镜的主镜展开，这标志着该望远镜已顺利完全部署。

### 图像摄制
美国东部时间2022年1月24日下午2點，成功抵達最終目的地距離地球約150萬公里的日地系統拉格朗日L2點。
2022年2月初，韋伯太空望遠鏡机载设备启动后拍摄到了第一颗恒星的图像並將其发回地球。

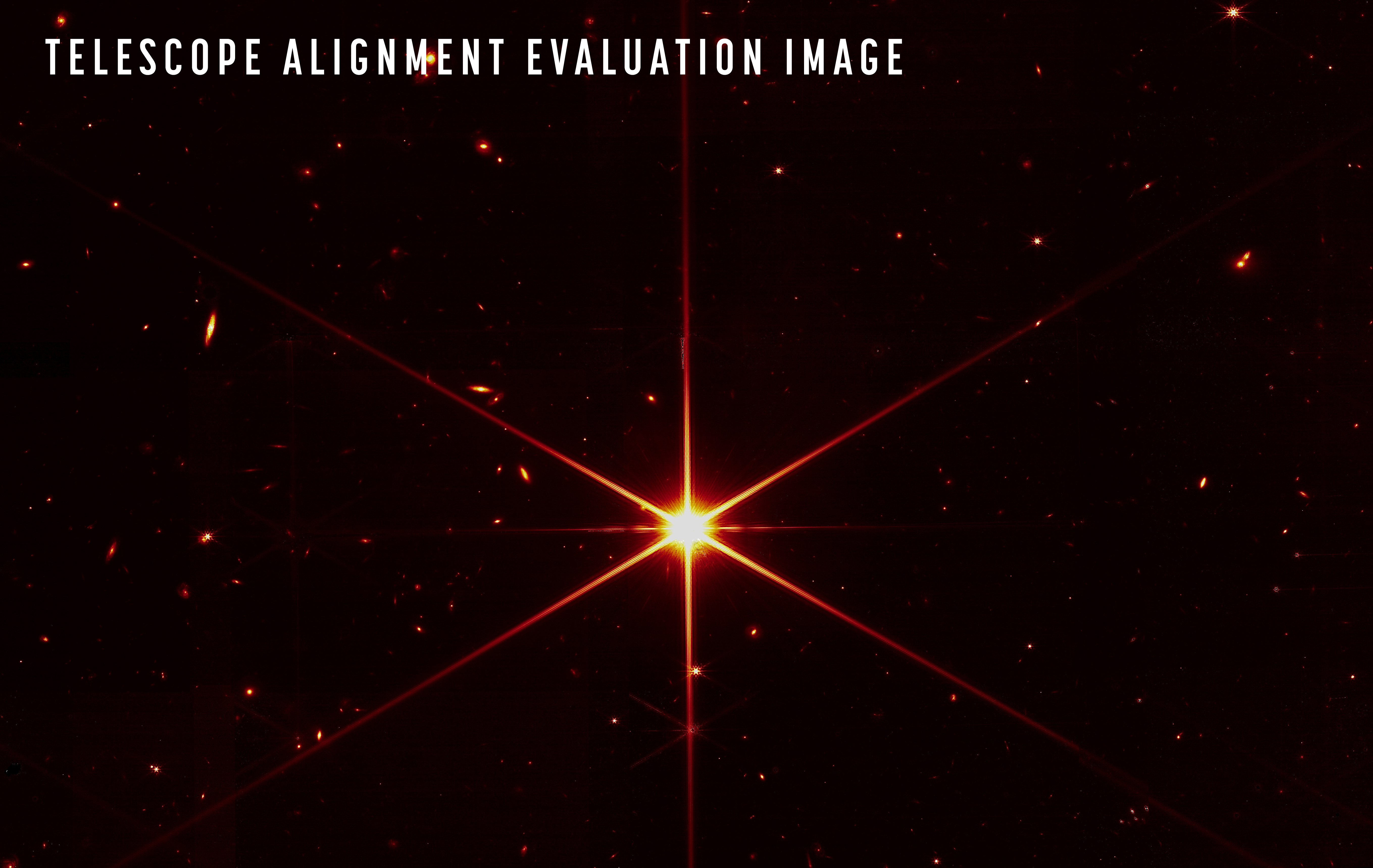
2MASS J17554042+6551277恒星的调相照片

2022年3月16日，NASA 举行发布会，宣布詹姆斯·韦布望远镜已经在3月11日完成关键的镜面校准步骤中的精细调相阶段（fine phasing）。并公布了一张调相阶段的照片。该照片是以一颗名为2MASS J17554042+6551277的恒星为基点。该恒星质量和太阳相当，距离地球约2000光年，属于银河系内的恒星，位于大熊座方向。照片内，该颗恒星显示出八条对称的放射线，那是在调试18个正六边形镜面造成的。尽管在调试阶段，还是可以清楚的看见背后的遥远星系，约在10亿光年距离以上的银河系外的星系。
2022年7月12日，美国总统拜登向外界公布了首张韦伯太空望远镜摄制的全彩色图像，同批的全套全彩图像和光谱数据图像将于美国东部时间上午10:30向外界公开。
2022年9月，韦伯望远镜首次发回火星图像。

## 合作夥伴
自1996年起，美國宇航局NASA、歐空局ESA和加拿大宇航局CSA在望遠鏡項目上就開始合作了。歐空局參與建設和發射於2003年得到其成員的批准，歐空局與美國宇航局於2007年簽署了一項協議。為了換取其天文學家的全面合作夥伴關係、代表權和進入天文台的機會，歐空局正在提供 NIRSpec 儀器、MIRI 儀器的光學台架組件、Ariane 5 ECA型發射器以及支持操作的人力。CSA 將提供精細制導傳感器和近紅外成像儀無狹縫光譜儀以及支持操作的人力。
來自15個國家/地區的數千名科學家、工程師和技術人員為 JWST 的構建、測試和集成做出了貢獻。 共有258家公司、政府機構和學術機構參與了發射前項目； 其中的142家來自美國，104家來自12個歐洲國家，12家來自加拿大。 作為 NASA 合作夥伴的其他國家，例如澳大利亞，已經或將參與發射後的操作。

### 參與國
- 奥地利
- 比利时
- 加拿大
- 捷克
- 丹麦
- 芬兰
- 法國
- 德国
- 希腊
- 愛爾蘭
- 義大利
- 盧森堡
- 荷蘭
- 挪威
- 葡萄牙
- 西班牙
- 瑞典
- 瑞士
- 英国
- 美国

### 公開展示和宣傳
自 2005 年以來，一個大型望遠鏡模型已在多個地方展出：美國華盛頓州西雅圖； 科羅拉多州科罗拉多斯普林斯； 馬里蘭州绿带城； 紐約州羅切斯特； 紐約市； 和佛羅里達州奧蘭多； 和法國巴黎的其他地方； 愛爾蘭都柏林; 加拿大蒙特利爾； 英國哈特菲爾德； 和德國慕尼黑。 該模型由主要承包商诺斯洛普·格鲁门航空航天系統公司建造。
2007年5月，望遠鏡的全尺寸模型組裝完成，在華盛頓特區國家廣場的史密森尼学会美国国家航空航天博物馆展出。該模型旨在讓觀眾更好地了解衛星的大小、規模和複雜性，並激發觀眾對科學和天文學的興趣。 該模型與望遠鏡有很大不同，因為模型必須承受重力和天氣，因此主要由鋁和鋼製成，尺寸約為24米 × 12米 × 12米（79英尺 × 39英尺 × 39英尺）和重量約為5,500（12,100磅）。
該模型在2010年世界科學節(World Science Festival)期間在紐約市的砲台公園展出，並作為諾貝爾獎獲得者约翰·马瑟、宇航員约翰·格伦斯菲尔德、和天文學家海蒂·哈梅爾的小組討論的背景。 2013年3月，該模型在奧斯汀為SXSW 2013艺术节與大會展出。

## 任务
詹姆斯·韋伯太空望遠鏡有四個主要目標：
- 尋找大爆炸後在宇宙中形成的第一批恆星和星系的光
- 研究星系的形成和演化
- 了解恆星形成和行星系統的形成
- 研究行星系統和生命起源[42]。

該望远镜的主要的任務是调查大爆炸理論的残余紅外線证据（宇宙微波背景輻射），即观测今天可见宇宙的初期状态。为此它配备高靈敏度紅外線傳感器、光譜器等。為便于觀測，機體要能承受極度低溫，也要避開太陽光與地球反射光等等。为此望远镜附带了可折叠遮光板，以屏蔽会成为干扰的光源。因其处于拉格朗日點，地球、太陽與望遠鏡三者的視界总处于一定的相对位置，不用频繁的修正位置也能讓遮光板发挥功效。

### 發射和任務長度
該望遠鏡的發射计划地點為法屬蓋亞那太空中心，將由亞利安五號火箭運載升空。
該望遠鏡的標稱任務時間為5年，目標為10年。計劃中的5年科學任務將在6個月的調試階段後開始。JWST需要使用推進劑來維持其圍繞L2的晕轮轨道，這為其設計壽命提供了上限，不過它的設計為，自身攜帶的推進劑足夠使用10年。L2軌道是不穩定的，因此需要保持軌道站位，否則望遠鏡將偏離此軌道位置。

### 軌道
哈勃太空望遠鏡位于从地表大約600公里的低軌道位置上。因此，即使光學仪器發生故障也可以用航天飞机前去修理。詹姆斯‧韦伯空间望远镜位于离地球150万公里的距離，即使出現故障也不可能派遣修理人員。但它位于第二拉格朗日點上，重力相对穩定，故相对于邻近天体来说可以保持不变的位置，不用頻繁地进行位置修正，可以更穩定的进行觀測，而且还不会受到地球軌道附近灰尘的影響。

五個拉格朗日點的位置圖，詹姆斯·韦伯空间望远镜將位於第二拉格朗日點。在該點上將永久背對地球。

### 紅外天文學
詹姆斯·韋伯太空望遠鏡（JWST）是哈勃太空望遠鏡（HST）的正式繼承者，由於其主要重點是紅外天文學，因此它也是史匹哲太空望遠鏡（SST）的繼承者。JWST將遠遠超過這兩種望遠鏡，能夠看到更多、更老的恆星和星系。在紅外光譜中進行觀測是實現這一目標的關鍵技術，因為宇宙學紅移，並且因為它可以更好地穿透模糊的塵埃和氣體。這允許觀察較暗、較冷的物體。由於地球大氣中的水蒸氣和二氧化碳強烈吸收大部分紅外線，因此地面紅外天文學僅限於大氣吸收較弱的狹窄波長范圍。此外，大氣本身在紅外光譜中輻射，通常會壓倒被觀察物體發出的光。這使得太空望遠鏡更適合用於紅外觀測。

### 地面支援和營運
位於馬里蘭州巴爾的摩市約翰霍普金斯大學霍姆伍德校區的太空望遠鏡科學研究所（STScI）被選為JWST的科學與營運中心（S&OC），初始預算為$1.622億美元，旨在支持營運發射後的第一年。在這種能力下，太空望遠鏡科學研究所（STScI）將負責望遠鏡的科學運作並向天文學界提供數據產品。數據將通過NASA深空网络（NASA Deep Space Network）從JWST傳輸到地面，在太空望遠鏡科學研究所進行處理和校準，然後在線分發給世界各地的天文學家。與哈勃太空望遠鏡的運作方式類似，世界上任何地方的任何人都可以提交觀測建議。

### 构造
詹姆斯·韦伯空间望远镜的重量为6.2吨，约为哈勃空间望远镜（11吨）的一半。

### 遮光罩

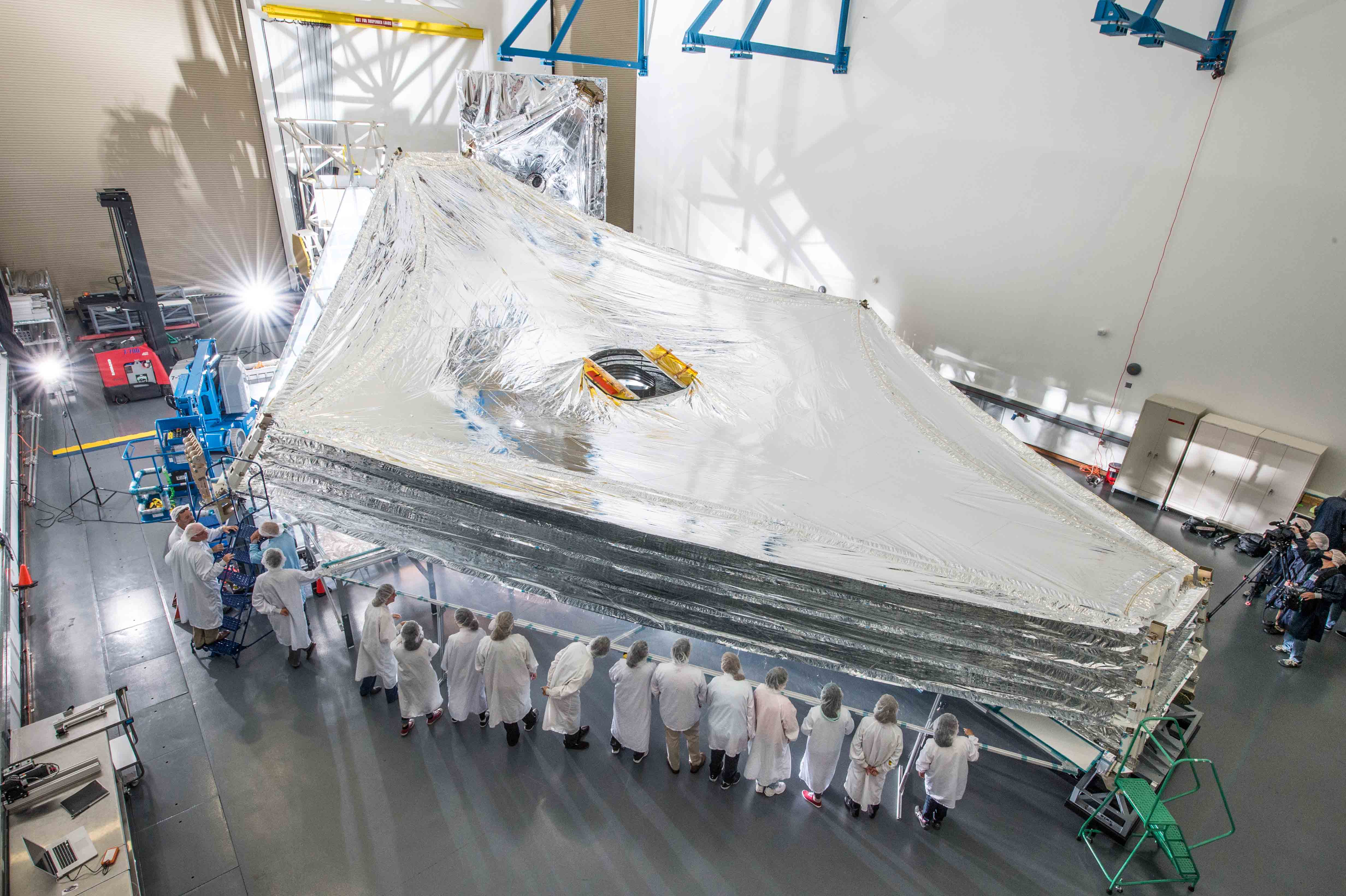
诺斯洛普·格鲁曼在加利福尼亞州工廠組裝的測試用遮光罩裝置(2014年)

由於詹姆斯·韋伯太空望遠鏡是红外线望远镜，所以它的觀測組件的溫度必須保持在50 K（-223.2 °C；-369.7 °F）以下，否則，觀測目標的信號會淹沒在來自望遠鏡本身、太陽、地球與月球的紅外輻射中。为了保持低温，它使用了一个巨大的遮光罩以隔绝来自太阳、地球和月亮的光与热量，并且为了使这三个天体处于望远镜的同一侧，它被部署于太阳─地球的第二拉格朗日点的晕轮轨道上。望远镜位于L2点的晕轮轨道避免了来自地球与月亮的阴影，这使遮光罩与太阳能电池阵列可保持在稳定的环境中。遮光罩为其暗面的结构提供了稳定的温度环境，而为主镜在太空中维持精准一致的温度是非常重要的。
该遮光罩具有五层，每一层都薄如人类的发丝。遮光罩由聚酰亚胺薄膜制造，使用来自杜邦公司的特制双面镀铝薄膜，在最靠近太阳的两层遮光罩的向阳面，额外镀有一层经掺杂的硅，以将太阳辐射反射回太空。2018年测试期间薄膜的意外撕裂也是项目推迟的因素之一。
遮光罩被设计为可以折叠十二次，使其能够适应阿丽亚娜5号运载火箭的整流罩的尺寸。望远镜在L2点部署后，它将展开到14.162m×21.197m大。它由ManTech(NeXolve)公司在亚拉巴马州亨茨维尔市组装，然后交付给诺斯罗普·格鲁门公司在雷东多海滩 (加利福尼亚州)测试。
因为遮光罩的原因，詹姆斯·韦伯空间望远镜并非在任何时刻都有一个很好的观测范围。望远镜在某一个位置时，只可观测该位置40%的天空范围，但是可以在六个月的时间中观测全部的天空，在此期间望远镜会环绕太阳半周。

### 主鏡

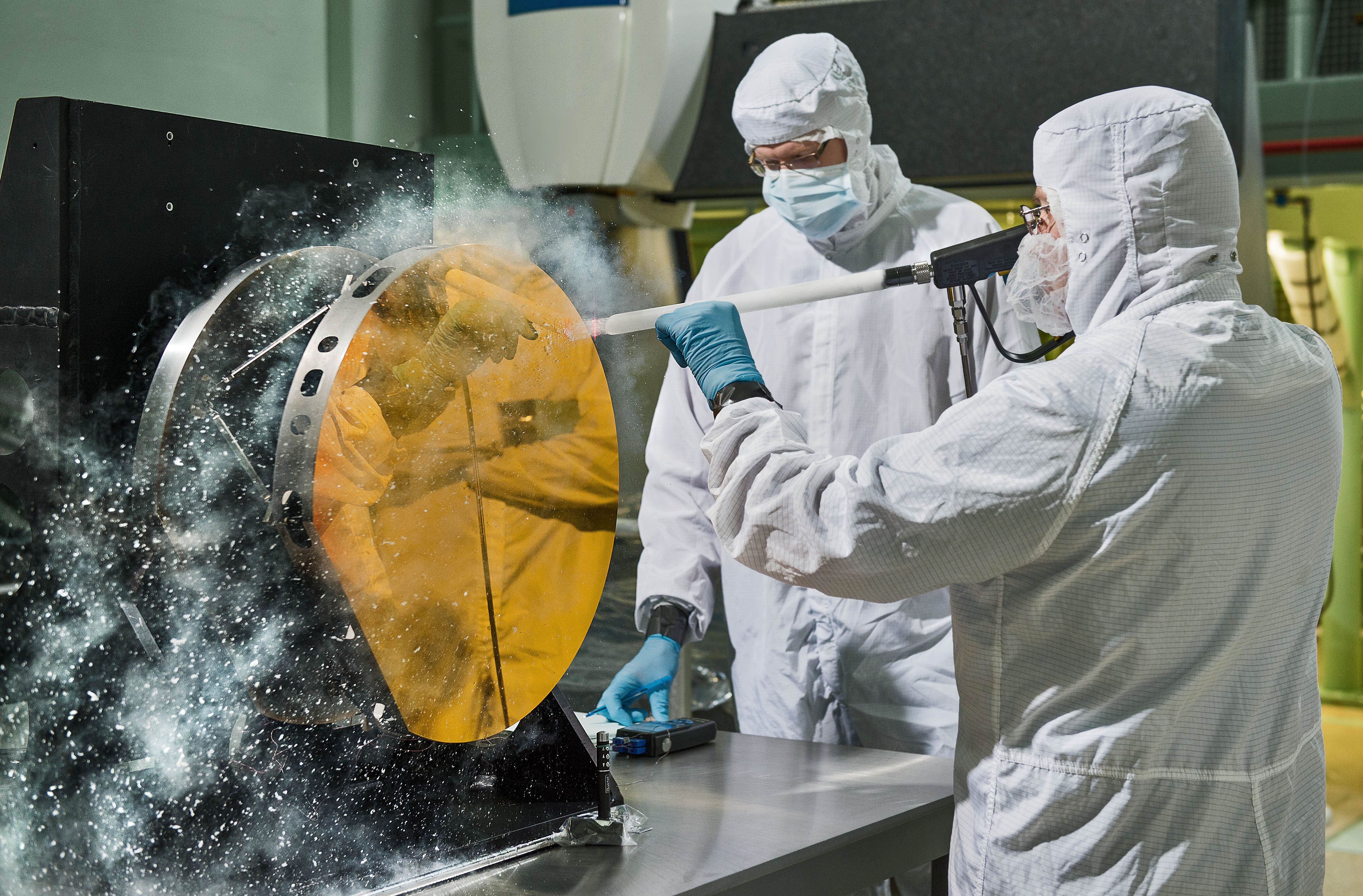
工程師們正在用二氧化碳清潔測試鏡(2015年)

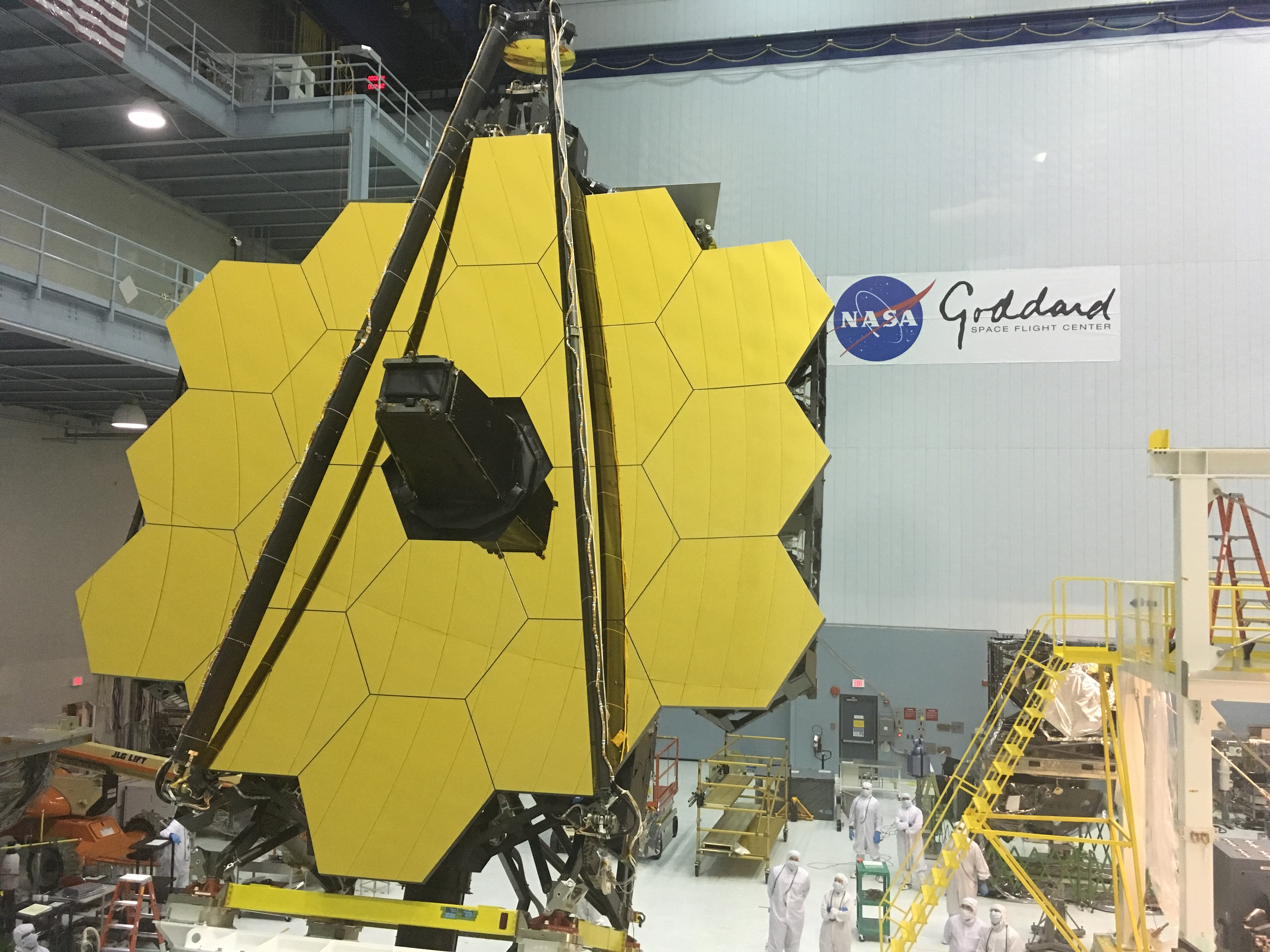
在戈達德太空飛行中心組裝的主鏡(2016年5月)

詹姆斯·韦伯空间望远镜的主反射镜是一面直径6.5米（21英尺），具有25.4 m2（273 sq ft）的聚光面积的镀金铍制反射镜，黃金塗層提供紅外線反射性和耐用性。若将这面反射镜制成一整面巨大的反射镜，那么将没有运载火箭可以将其发射。于是主镜被设计为一个由18块六边形镜片组成的可折叠反射镜（圭多·霍恩·达尔图罗提出的大镜面望远镜解决方法），每个镜面的抛光误差不得超过10纳米；同时镜面也经过专门研磨，使得其能够在遮阳板阴影的极度严寒环境中保持正确形状。这面反射镜以折叠状态发射，在发射后再展开至工作状态。在展开后，每个独立镜片将使用相位恢复波前传感技术进行校准，所有独立镜片都会被非常精密的微型马达校准至正确的位置。在这次初始设置之后，镜面就不需要进行大的调整了，只需要每隔几日更新一些参数以维持最佳聚焦状态即可。这与陆基分镜片望远镜不同，例如凯克天文台的凯克望远镜，陆基天文望远镜需要频繁的使用主动光学校准每个镜片，以消除重力与风荷载带来的影响。
詹姆斯·韦伯空间望远镜共使用了132个微型马达（称为执行器）来定位镜片，也可以偶尔在望远镜受到了环境干扰时进行光学校准。18片镜片中每一个都具有6个位置控制执行器，此外，每个镜片中部还另有1个曲率半径控制执行器来调整镜面曲率（每片镜面共有7个执行器），共计126个基本执行器。外加6个安装于次级镜片上的执行器，一共有132个执行器。每个执行器都可以以10纳米的精度对镜片进行调整。
詹姆斯·韦伯空间望远镜是一个三次反射消像散型的望远镜，这种望远镜的二级与三级反射镜均具有曲率，可以在光学畸变很小的情况下以宽视场传递图像。二级反射镜直径0.74米（2英尺5英寸）。此外，还有一枚可以每秒数次调整自己位置的精密反射镜，这枚反射镜用来消抖。主镜的背面以蜂巢型镂空来减低重量。
波尔航空与技术是詹姆斯·韦伯空间望远镜计划的首要光学转包商，由主要承包商诺斯罗普·格鲁门公司领导，而位于马里兰州绿带城的戈达德太空飞行中心下达订单。主镜及其飞行备件均由波尔航空与技术制造与抛光，铍制毛坯由以下多家公司共同制造：Axsys、Brush Wellman和Tinsley Laboratories
主镜的镜片排成六角形，聚光部和镜面都露在外面，容易让人联想到射电望远镜的天线。另外，它的主体也不呈筒状，而是具有一个形似雷达接收器似的主镜，其下另展开座席状的遮光板。

### 科學酬載

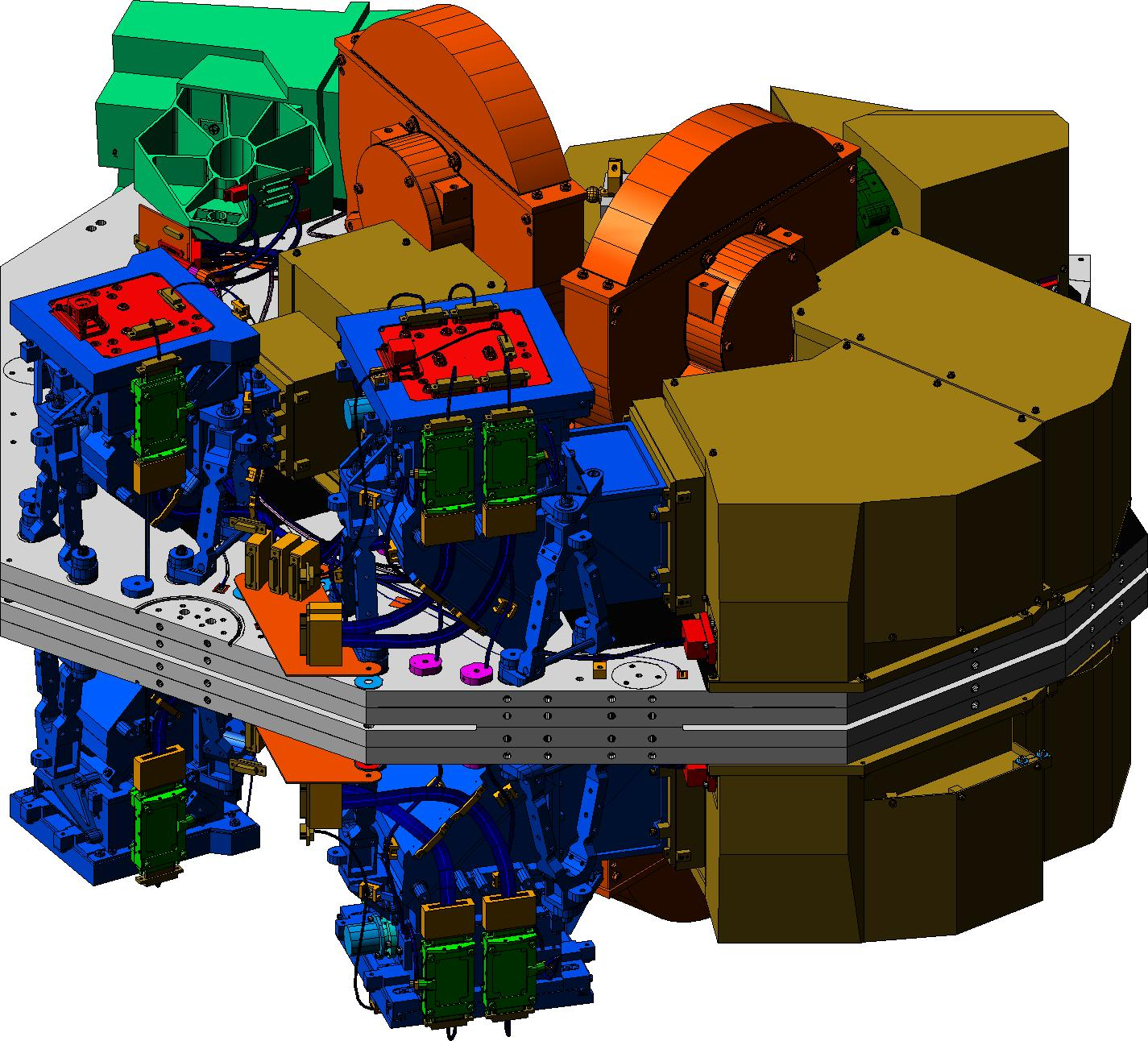
NIRCam（近紅外相機）的3D模型

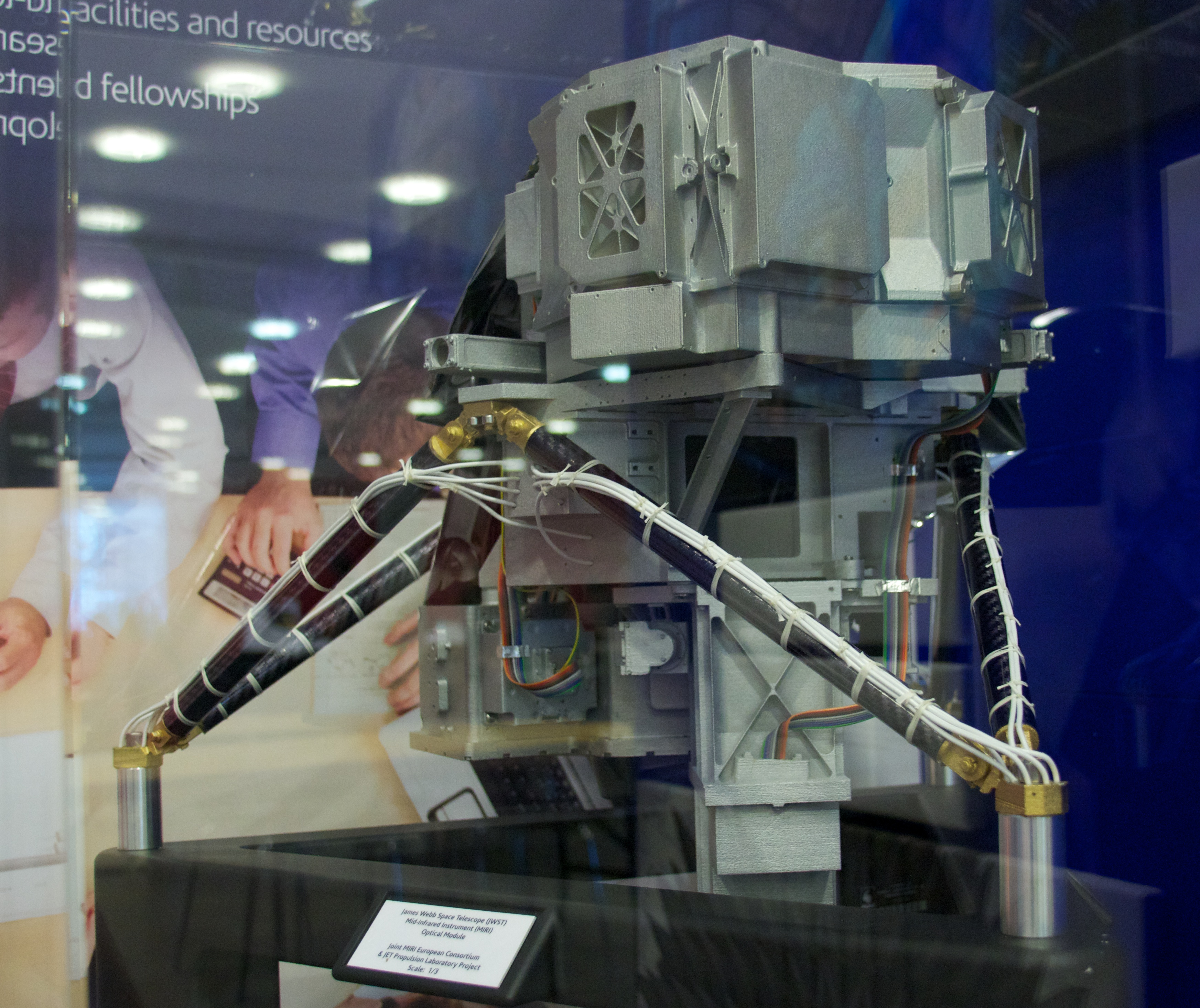
MIRI（中红外成像-光譜仪）的1:3模型

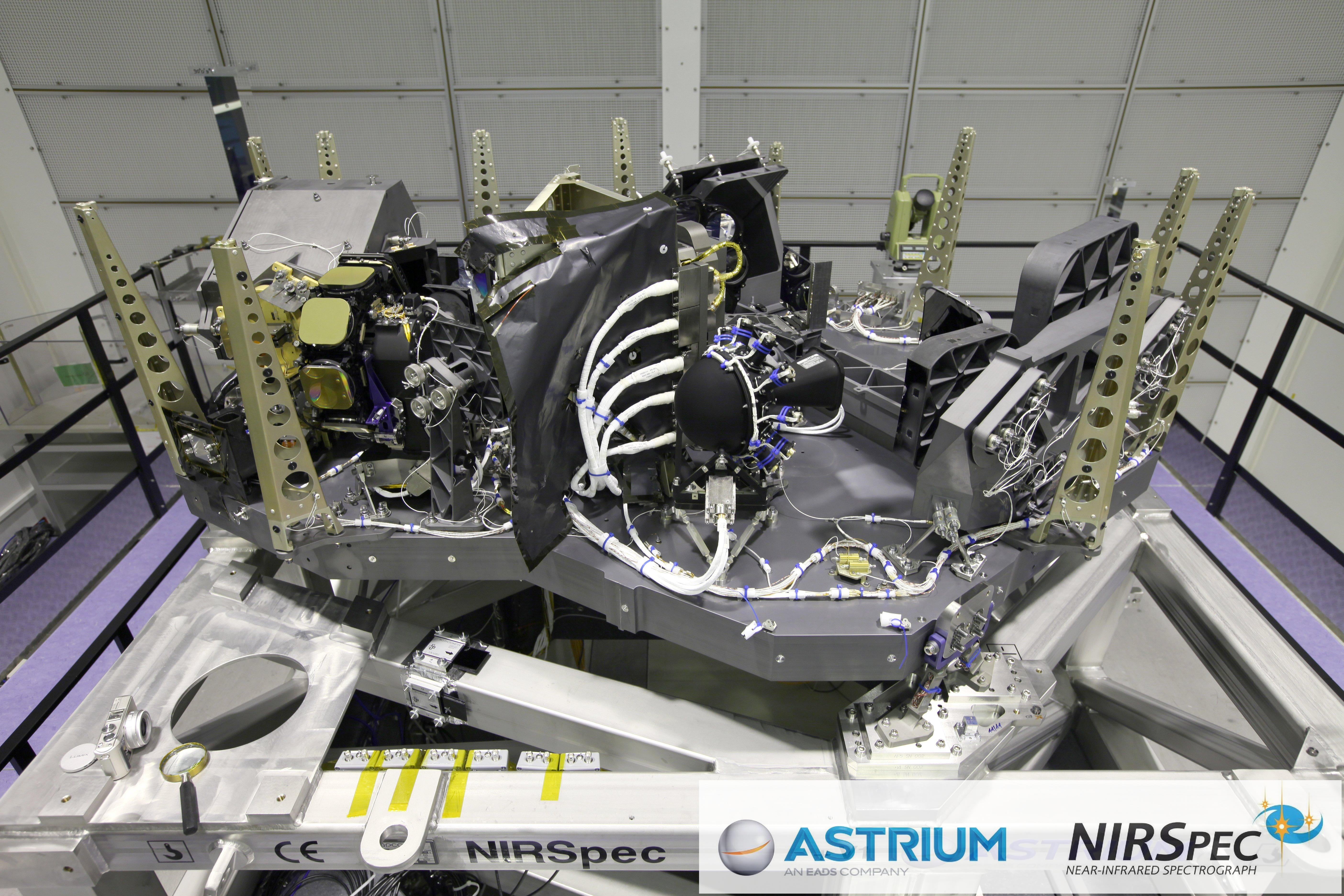
NIRSpec（近紅外光譜儀）的照片

综合科学仪器模块（ISIM）是一個框架，可為韋伯望遠鏡提供電力、計算資源、冷卻能力以及結構穩定性。它由附著在韋伯望遠鏡結構底部的石墨-環氧樹脂複合材料製成。ISIM裝有四個科學儀器和一個引導相機。
- NIRCam（近紅外相機）是一种红外成像儀，其光譜覆蓋範圍從可見光邊緣（0.6 微米）到近紅外光（5 微米）[62][63]。有10個傳感器，每個4M像素。NIRCam還將用作天文台的波前傳感器，這是波前傳感和控制活動所必需的。NIRCam由亞利桑那大學首席研究員Marcia J. Rieke領導的團隊與共同打造。工業合作夥伴是位於加利福尼亞州帕羅奧圖的洛克希德-馬丁公司（Lockheed-Martin）的先進技術中心[64]。
- NIRSpec（近紅外光譜儀）還將在相同的波長范圍內進行光谱学分析。它由歐洲航天局在荷蘭諾德韋克市的欧洲空间研究与技术中心（ESTEC）建造。
- MIRI（中红外成像-光譜仪）是由一個中紅外相機和一個光譜儀構成的組合體，它的觀測範圍是5 到 27 微米的中长红外線。MIRI是由NASA与一个欧洲财团共同开发的设备，该仪器由George Rieke（英语：George H. Rieke）（亚利桑那大学）与 Gillian Wright（英语：Gillian Wright (astronomer)）（UK Astronomy Technology Centre，位于爱丁堡，苏格兰，该设施隶属于英国科学与技术设施委员会（英语：Science and Technology Facilities Council））共同领导开发。[65]MIRI的齿轮系统与NIRSpec的十分相似，因为他们均由马克斯·普朗克天文研究所（海德堡，德国）签订合同并由卡尔蔡司光电有限责任公司（今日的亨索尔特公司）设计并制造。为了将MIRI整合进综合科学仪器模块（ISIM），其完整的光学装配调试在2012年中送至戈达德太空飞行中心后才进行。MIRI工作温度不能超过6 K（−267.15 °C；−448.87 °F），因此将会在它的工作环境防护层较温暖的一侧（向阳的一侧）安装一个氦气制冷装置以维持其工作所需的低温。[66][67][68]
- FGS/NIRISS（精細制導傳感器/近紅外成像儀和無縫隙光譜儀），由加拿大太空局領導的項目科學家約翰·哈欽斯（John Hutchings）（赫茨伯格天体物理研究所（英语：NRC Herzberg Astronomy and Astrophysics Research Centre），加拿大国家研究委员会）用於在科學觀測期間穩定天文台的視線。FGS的测量结果还会同时用于航天器的总体定位与驱动精密反射镜进行图像消抖。加拿大太空局同时还为太空成像与光谱分析提供了近红外成像仪与无缝隙光谱仪（可分析的波长区间为0.8至5μm）模组，该模组设计由René Doyon（蒙特利尔大学）领导。由于NIRISS是与FGS物理挂载在一起的，因此它们总会被作为同一个单元一同提及；然而这两个设备是为完全不同的工作服务的，FGS作为天文台基础设施存在，而NIRISS是作为科学研究仪器工作。

NIRCam（近紅外相機）和MIRI（中红外成像-光譜仪）具有阻擋星光的日冕儀，用於觀察微弱的目標，例如非常靠近明亮恆星的太陽系外行星和星周盤。
NIRCam，NIRSpec，FGS与NIRISS模组中的红外探测模块均由Teledyne图像传感器公司（前身为Rockwell科学公司）提供。詹姆斯·韦伯空间望远镜的综合科学仪器模块与指令-数据处理模块的工程团队使用航天线缆在科学仪器与数据处理设备间传递数据。

### 總線組件

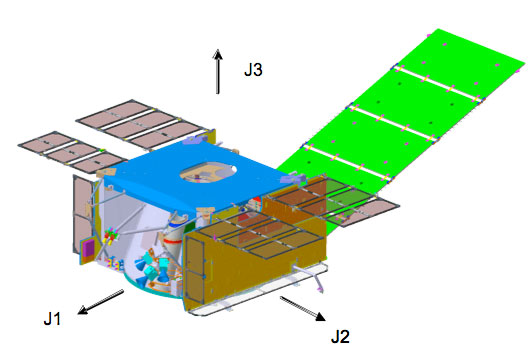
航天总线的示意图。绿色部分是太阳能电池板，淡紫色部分为散热器

總線是韋伯望遠鏡的主支撐部件，可為望遠鏡提供計算，通信，電力，推進服務，它也用於支撐望遠鏡上的結構部件。它與遮光罩構成了望遠鏡的航天器元件。望遠鏡的另外兩個主要模塊是綜合科學儀器模塊(ISIM)和光學望遠鏡元件(OTE)。ISIM的3号区也同样位于航天总线内部。3号区包含有ISIM（綜合科學儀器模塊）的指令与数据子系统和MIRI（中红外成像-光譜仪）的低温冷却器。航天总线与光学望远镜组件通过可展开的塔式组装相连，塔式组装同时也将遮光罩与前述的两个部件连接在一起。航天总线被安装在遮光罩向阳那比较“温暖”的一面，将会工作在300 K（27 °C；80 °F）。
航天总线结构具有350（770磅）的质量，它还必须足够坚固以支撑重达6,200（13,700磅）的太空望远镜本身。因此它采用了碳复合材料制作。该结构于2015年在加利福尼亚组装完成，之后它就将成为望远镜其余结构装配的核心元件直至2021年发射。航天总线可以将望远镜以一弧秒的精度进行旋转并且可以隔绝抖动，以将误差降低至两毫弧秒。
在中央计算、存储与通讯部件中，处理器与软件控制着数据在科学仪器、固态存储模块与可将数据发回地球的通讯系统间的流动。计算机也同时通过陀螺仪与星光探测器返回的传感数据计算航天器的姿态，再使用反作用飞轮与推进器控制航天器的指向。
詹姆斯·韦伯空间望远镜具有两对火箭发动机（其中一对作为冗余）用来在飞往L2点时修正航向与到达L2点后进行晕轮轨道位置保持。此外，还有八个更小的推进器用于姿态控制，控制航天器的指向。引擎使用肼作为燃料（升空时装有159 L（35 imp gal；42 US gal）），氧化剂采用四氧化二氮（升空时装有79.5 L（17.5 imp gal；21.0 US gal））。

### 维护
目前为止并没有在太空中对詹姆斯·韦伯空间望远镜进行维护的计划。像对哈勃空间望远镜那样，派遣一个乘组进入太空对韦伯望远镜进行维护，在目前来讲是无法做到的。并且，据美国国家航空航天局副局长托马斯·祖布臣所说，尽管做出了极大的努力，但是在韦伯望远镜开始设计的年代，同时设计一个无人远程维护计划超出了当时科技所能达到的地步。在韦伯望远镜漫长的测试期间，许多NASA的成员都提出了维护任务的提议，但从未有正式宣布过的维护计划。韦伯望远镜成功发射之后，NASA宣布，考虑到未来有可能有进行维护任务的需要，他们已经在望远镜上设计了若干易于进行维护的措施。包括：为远程维护任务准备的，一系列十字线中的细致的指导标记、可以重新加注的燃料箱、可移除的隔热罩还有易于触及的连接点。

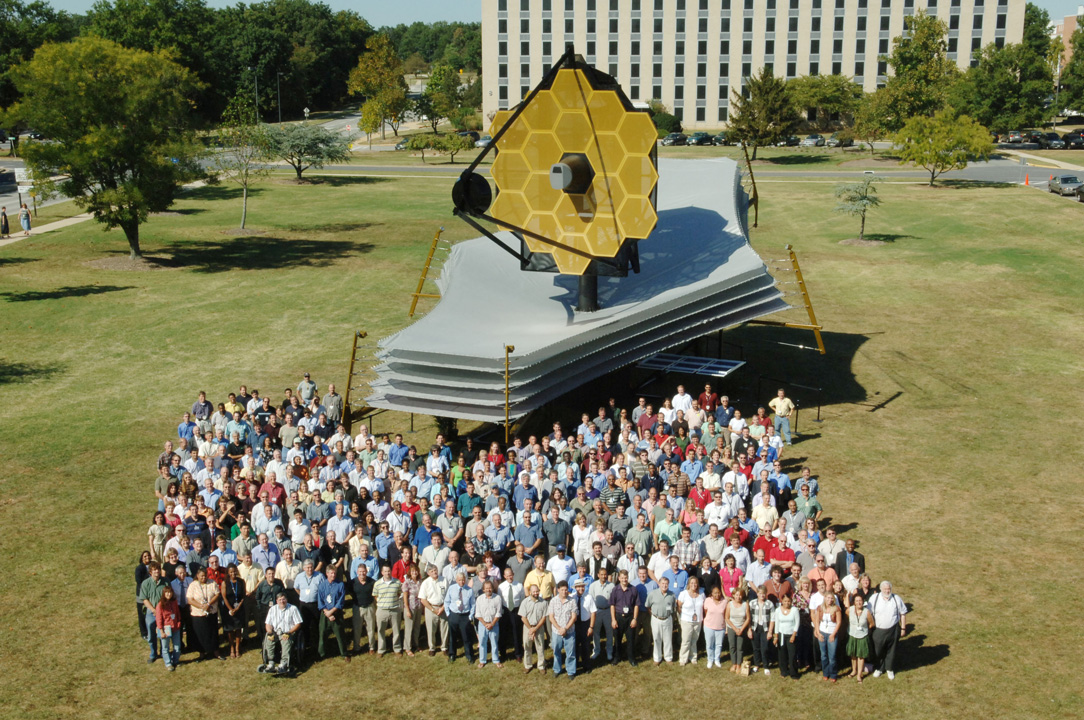
詹姆斯·韦伯空间望远镜的全尺寸模型

各光学望远镜主镜尺寸比较，韋伯望遠鏡在左下角

## 与其他太空望远镜的对比

普通人（左）与哈勃空间望远镜（中）、詹姆斯·韦伯空间望远镜（右）的主镜大小对比

对于大型红外空间望远镜的需求可以追溯至数十年之前。在美国，航天飞机尚在开发中时，空间红外望远镜设备（SIRTF，之后被命名为斯皮策空间望远镜）就进入计划阶段了，红外天文学的潜力也是在这一时期变得广为人知的。与地面望远镜不同，空间望远镜可以避免大气对于红外线频段的吸收，空间望远镜为天文学家打开了一片“全新的天空”。
在超过400千米的高空，大气极其稀薄，因此几乎无法产生任何可测量的光谱吸收，因此工作在5至1000微米波长的传感器可以达到很高的灵敏度。——S. G. McCarthy 与 G. W. Autio，1978。
然而，红外空间望远镜具有一个缺点：所有的红外望远镜都需要工作在极冷的温度下，所需要观测的波长越长，工作的温度就越低。否则它自身设备产生的红外背景辐射将会淹没红外传感器，使其事实上完全无法观测。但这个缺点可以通过谨慎设计航天器来克服，例如特意将望远镜与极冷的物质——比如液氦——一起置于一个杜瓦瓶中。这也意味着大多数红外望远镜的寿命将会受到其冷却剂储量的约束，寿命最短只有几个月，最长也不过数年时间。
在过去的一些望远镜中，通过合理设计航天器，可以做到不使用冷却剂也能将温度维持在足以支持近红外观测的范围内，例如斯皮策空间望远镜与广域红外线巡天探测卫星的延伸任务。另一个例子是哈勃空间望远镜上装备的近红外线照相机和多目标分光仪，在使用数年后固态氮冷却剂耗尽，但在之后的维护任务中改装为使用低温冷却器从而可以继续工作。而詹姆斯·韦伯空间望远镜被设计为不使用杜瓦瓶即可进行自我冷却，这一特点是通过结合使用遮光罩与散热器达到的，但其上搭载的中红外观测设备（MIRI）仍需使用额外的低温冷却器。
| 名称                                             | 升空年份 | 波长 (μm)  | 孔径 (m) | 冷却方法                   |
| ------------------------------------------------ | -------- | ---------- | -------- | -------------------------- |
| 太空实验室红外望远镜 (IRT)                       | 1985     | 1.7–118    | 0.15     | 氦                         |
| 红外线太空天文台 (ISO)                           | 1995     | 2.5–240    | 0.60     | 氦                         |
| 哈勃携带的 太空望远镜影像摄谱仪 (STIS)           | 1997     | 0.115–1.03 | 2.4      | 被动                       |
| 哈勃携带的 近红外线照相机和多目标分光仪 (NICMOS) | 1997     | 0.8–2.4    | 2.4      | 氮气，后改为低温冷却器     |
| 斯皮策空间望远镜                                 | 2003     | 3–180      | 0.85     | 氦                         |
| 哈勃携带的 第三代广域照相机 (WFC3)               | 2009     | 0.2–1.7    | 2.4      | 被动，与热电效应冷却       |
| 赫歇尔空间天文台                                 | 2009     | 55–672     | 3.5      | 氦                         |
| 詹姆斯·韦伯空间望远镜                            | 2021     | 0.6–28.5   | 6.5      | 被动，与低温冷却器（MIRI） |

韦伯空间望远镜的延期与预算膨胀可以与哈勃空间望远镜相比拟。当哈勃空间望远镜于1972年正式立项时，开发预算为3亿美元（约为2006年的10亿美元），但是截至1990年哈勃终于入轨时，哈勃所花费的金额是初期预算的大约四倍之多。此外，替换新科学仪器与执行数次维护任务更是在2006年使总花销增加到了至少90亿美元之多。
许多在NASA与韦伯望远镜同期提议的天文台计划大多已经被取消或是暂停，包括：类地行星发现者（2011），太空干涉测量任务（2010），国际X射线天文台（2011），微弧秒X射线成像任务(MAXIM)，单孔径远红外天文台（SAFIR），空间紫外可见天文台（SUVO），与亚毫米宇宙结构演化探测器（SPECS）。

## 圖集

JWST 的第一批圖片 - 2022 年 7 月 12 日發布
船底座星雲的宇宙懸崖
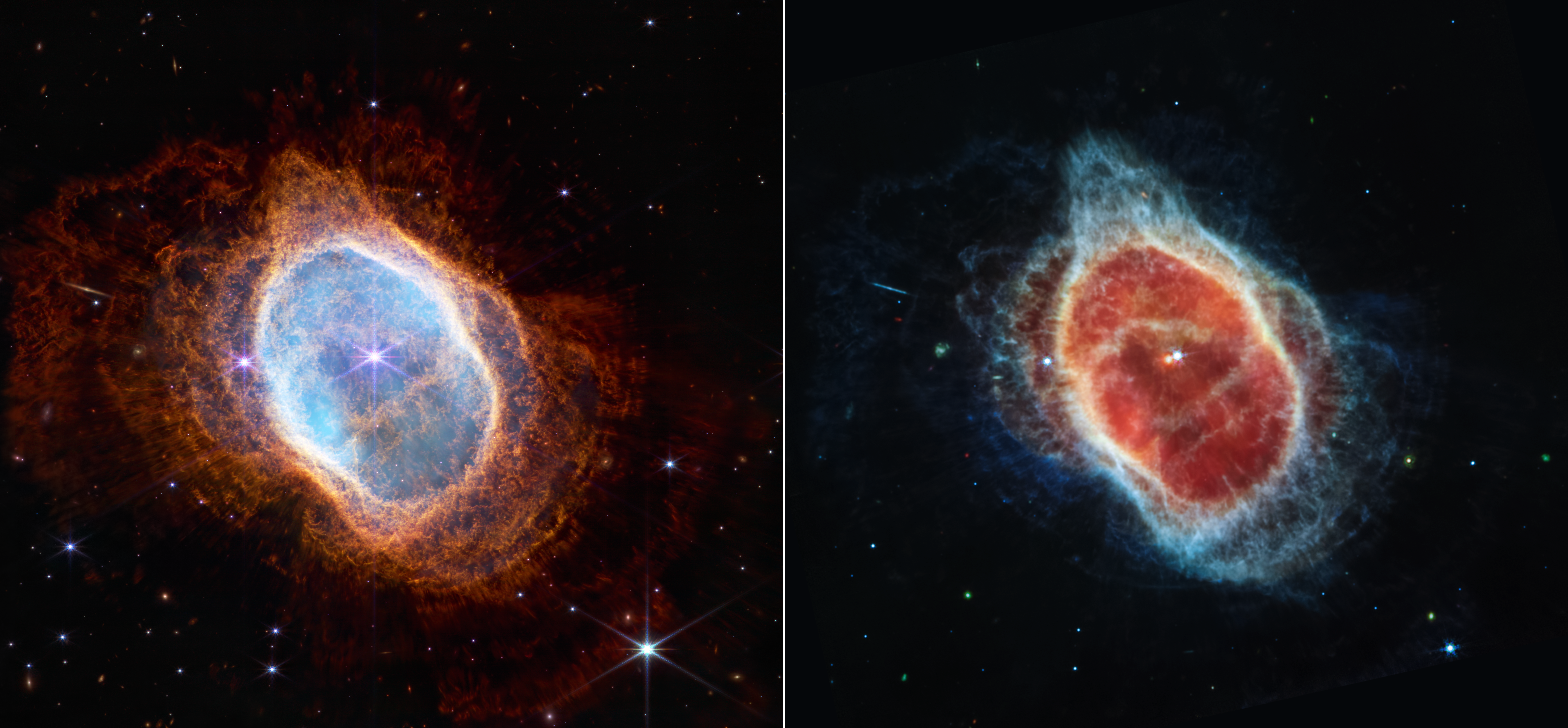
南環星雲（NGC 3132；左：近紅外相機；右：MIRI相機）
史蒂芬五重星系（NIRCam/MIRI 複合）
史蒂芬五重星系(NIRCam近紅外相機)
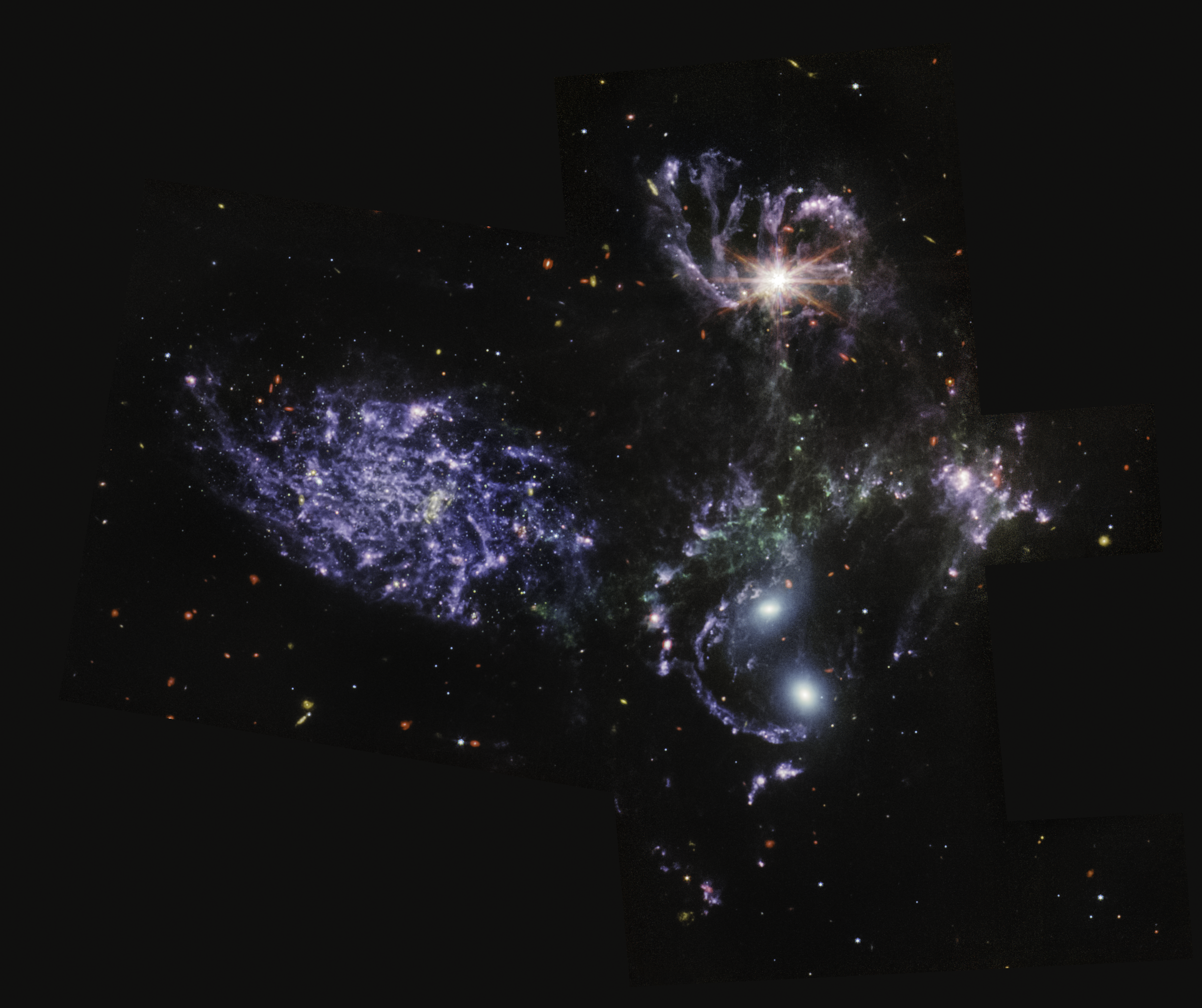
史蒂芬五重星系(MIRI中红外成像-光譜仪)
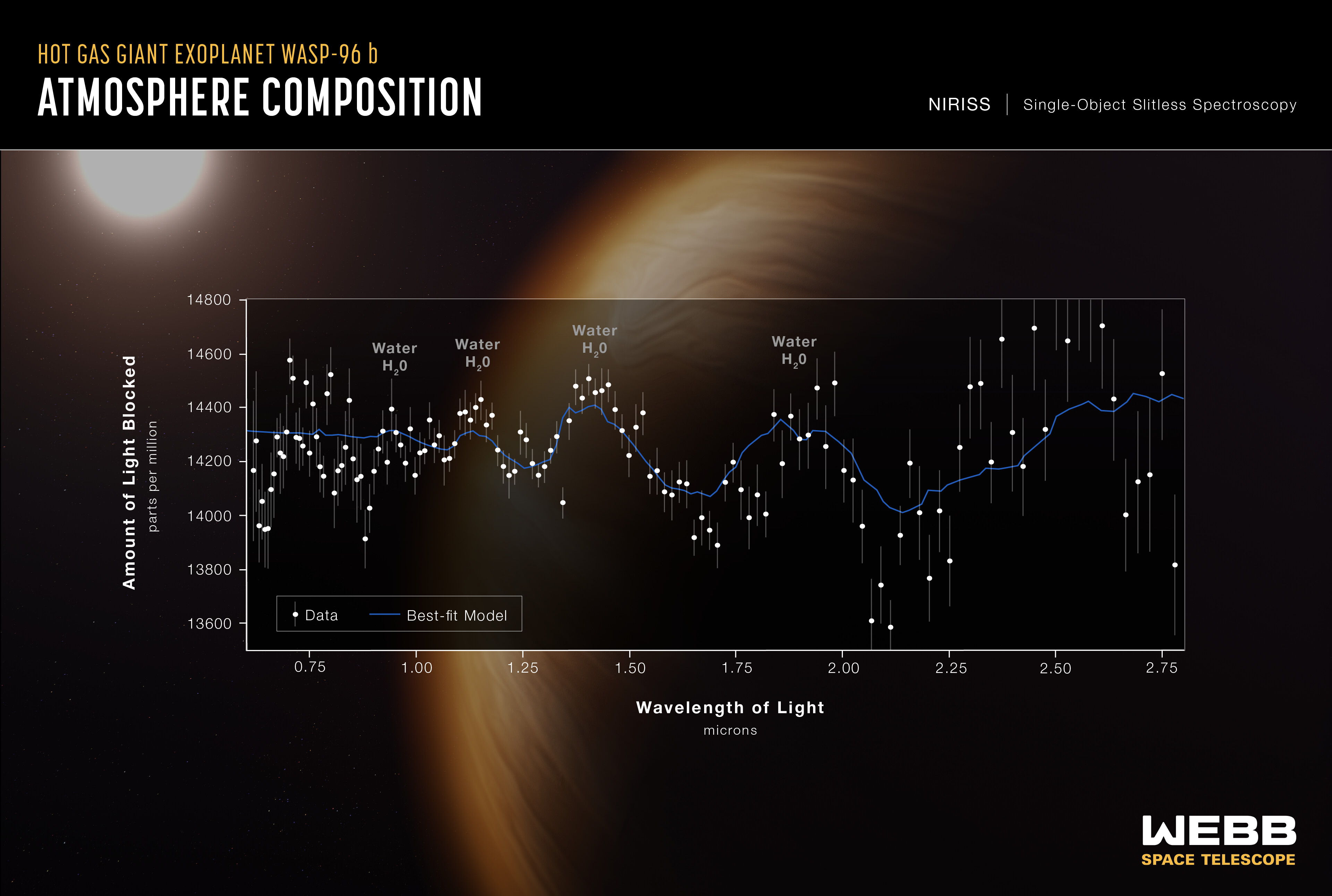
WASP-96b 的光譜

### 设计图片

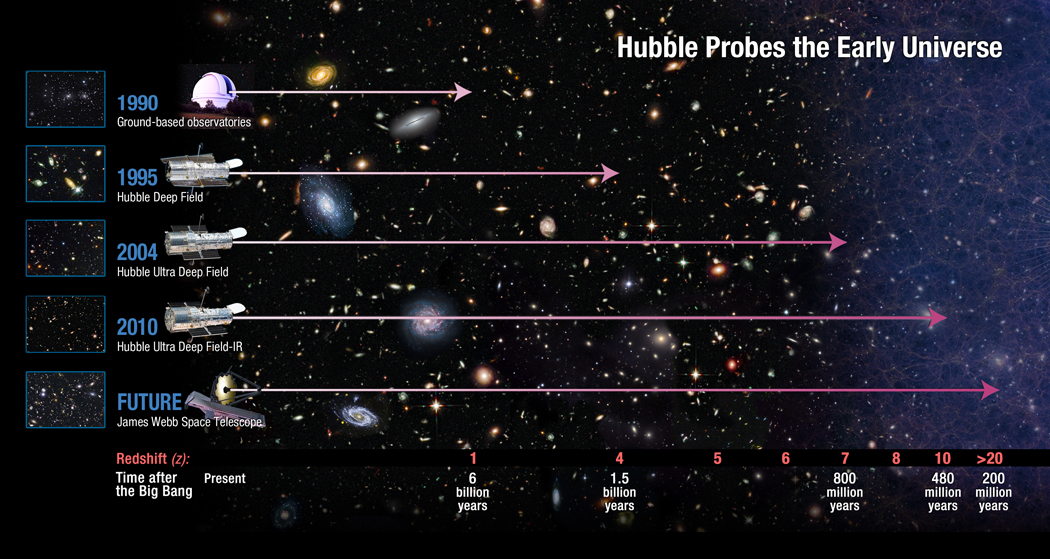
普通地面天文望远镜、哈勃超深空与詹姆斯·韦伯空间望远镜成像距离对比（红字：红移值，白字：光与宇宙大爆炸的时间差）

## 名称

### 中国大陆地区官方翻译名称
2021年12月23日，中华人民共和国全国科学技术名词审定委员会公告，JWST名称被审定为詹姆斯·韦布空间望远镜。此前，美国宇航局介绍该望远镜使用的简体中文名称为詹姆斯·韦伯太空望远镜。

## 慶祝
美東時間2022年7月11日，韋伯太空望遠鏡團隊公開發表第一批照片，其中SMACS 0723星系團的照片裡，捕捉到歷來「早期宇宙最深處、最清晰的紅外線影像」，可追溯到130億年前。
2022年7月13日，Google更改了Google Doodle，共同慶祝此一成果。

## 解釋性說明
1. ↑  "Baffled", in this context, means enclosed in a tube in a similar manner to a conventional optical telescope, which helps to stop stray light entering the telescope from the side. For an actual example, see the following link: Freniere, E.R. . . Radiation Scattering in Optical Systems 257: 19–28. 1981. Bibcode:1981SPIE..257...19F. doi:10.1117/12.959598.